# Прокляті королі
«Прокляті королі» (фр. Les Rois Maudits) — серія з семи історичних романів французького письменника Моріса Дрюона, присвячених історії Франції першої половини XIV століття, починаючи з 1314 року, коли було завершено процес над тамплієрами, та закінчуючи подіями після битви при Пуатьє.

## Список усіх книг
1. «Залізний король» (Le Roi de fer) (1955)
2. «Задушена королева» (La Reine étranglée) (1955)
3. «Отрута корони» (Les Poisons de la Couronne) (1956)
4. «Закон чоловіків» (La Loi des mâles) (1957)
5. «Французька вовчиця» (La Louve de France) (1959)
6. «Лілія та лев» (Le Lis et le Lion) (1960)
7. «Коли король втрачає Францію» (Quand un roi perd la France ) (1977)

## Загальний сюжет
Дія романів відбувається за часів правління останніх п'яти прямих нащадків королів з династії Капетингів і перших двох королів з династії Валуа, від Філіпа IV до Іоанна II.
Відповідно до легенди витоки всіх бід, що обрушились на Францію тих часів, приховуються у проклятті, яке Великий магістр ордена тамплієрів наклав на короля Філіпа IV Красивого, який засудив його на смерть.
1. «Залізний король» — Франція, 1314. Зійшовши на вогнище, Великий магістр Ордена тамплієрів Жак де Моле прокляв своїх катів — папу Климента V, короля Філіпа Красивого, його міністра Гійома Ногаре та все їх потомство до тринадцятого коліна. Перший удар долі — «справа» про прелюбодіяння невісток короля, ініційована англійською королевою Ізабеллою за поданням головного інтригана роману — Робера Артуа, в результаті якої Бланка та Маргарита Бургундські були ув'язнені в Шато-Гайарі, а Жанна, дружина принца Філіпа, графа Пуатьє, відправлена в монастир, потім смерть папи, смерть Ногаре і смерть Залізного короля — Філіпа Красивого.
2. «Задушена королева» — про бездарне правління Людовика X Сварливого, про спроби нового короля розлучитись із дружиною, сватання до Клеменції Угорської та смерть Маргарити.
3. «Отрута корони» — в цій частині роману ще тісніше переплітаються історія нравів та історія королівського дому: подорож принцеси Клеменції Угорської з Неаполя до Парижа, королівське весілля, невдалий похід короля Людовика до Фландрії, операції банківського дому Толомеї та смерть самого Людовика від рук графині Маго Артуа, у якої він за спонуканням Робера Артуа забрав її графство.
4. «Закон чоловіків» — про нещадну боротьбу, яку ведуть, щоб домогтись регентства, три родичі покійного короля Людовика — його брат граф де Пуатьє, дядько — граф де Валуа і кузен — герцог Бургундський, не гребуючи жодними засобами; також зображено історію обрання папи Івана XXII.
5. «Французька вовчиця» переносить до Англії, якою править бездарний король Едуард II, а його дружина, дочка Філіпа Красивого Ізабелла, живе у страху.
6. «Лілія та лев» — підводить до початку Сторічної війни
7. «Коли король губить Францію» — в заключній частині роману Дрюон послідовно розвиває думку про фатальну роль пересічності, яка випадково опинилась при владі. Останню частину написано у формі монологу Елі де Талейрана, кардинала Перігорського, який їде на зустріч з імператором, щоб домогтись укладання миру між Англією та Францією.

## Екранізації
Епопею екранізовано двічі — 1972 та 2005 років.